# 바일 지표 공식
리 군 표현론에서 바일 지표 공식(Weyl指標公式, 영어: Weyl character formula)은 주어진 복소수 기약 표현의 지표를 제시하는 공식이다.

## 정의
체 {\displaystyle K} 위의 리 대수 {\displaystyle {\mathfrak {g}}}의 유한 차원 표현 {\displaystyle r\colon {\mathfrak {g}}\to {\mathfrak {gl}}(V;K)}의 지표(指標, 영어: character)는 다음과 같다.
{\displaystyle \operatorname {ch} (V)\colon {\mathfrak {g}}\to K}
{\displaystyle \operatorname {ch} (V)\colon x\mapsto \operatorname {tr} _{K}\exp(r(x))}
여기서 행렬 지수 함수를 취하는 것은 리 대수를 리 군으로 대응시키는 것이다.
이제, 다음과 같은 조건이 주어졌다고 하자.
- {\displaystyle K=\mathbb {C} }이다.
- {\displaystyle {\mathfrak {g}}}는 복소수 반단순 리 대수이며, 그 카르탕 부분 대수가 {\displaystyle {\mathfrak {h}}\cong {\mathfrak {g}}/[{\mathfrak {g}},{\mathfrak {g}}]}이며, 그 바일 군은 {\displaystyle \operatorname {Weyl} ({\mathfrak {g}})}이다. {\displaystyle {\mathfrak {g}}}의 양근들의 집합을 {\displaystyle \Delta ^{+}({\mathfrak {g}})\subset {\mathfrak {h}}^{*}}라고 하자.
- {\displaystyle V}는 복소수 유한 차원 기약 표현이며, 그 최고 무게는 {\displaystyle \lambda \in {\mathfrak {h}}^{*}}이다.

바일 군의 원소 {\displaystyle w\in \operatorname {Weyl} ({\mathfrak {g}})}는 카르탕 부분 대수 {\displaystyle {\mathfrak {h}}} 위에 표현
{\displaystyle w\cdot \colon {\mathfrak {h}}\to {\mathfrak {h}}}
을 가진다. 이 표현의 행렬식 {\displaystyle \det w}은 바일 군의 원소의 길이(영어: length){\displaystyle \operatorname {length} w}와 관계되어 있다. 바일 군의 원소의 길이는 {\displaystyle w}의 표현을 단순근에 대한 반사들의 합성으로 구현하였을 때 필요한 최소 개의 반사의 수이며, 이 경우
{\displaystyle \det w=(-1)^{\operatorname {length} (w)}}
이다.
그렇다면, 바일 지표 공식은 다음과 같다.
{\displaystyle \operatorname {ch} (V)\colon x\mapsto \left(\prod _{\alpha \in \Delta ^{+}({\mathfrak {g}})}{\frac {1}{2\sinh({\frac {1}{2}}\alpha (x))}}\right)\sum _{w\in \operatorname {Weyl} ({\mathfrak {g}})}(\det w)\exp \left(w\cdot (\lambda (x)+{\frac {1}{2}}\sum _{\alpha \in \Delta ^{+}({\mathfrak {g}})}\alpha (x))\right)}

## 특수한 경우

### 바일 차원 공식
지표를 리 대수의 원소 0에서 계산한다면, 리 대수 표현의 차원을 얻는다. 바일 지표 공식에 {\displaystyle x=0}을 대입하면, 분모와 분자 둘 다 0이 되어 0/0을 얻으므로, 대신 {\displaystyle x\to 0}인 극한을 취하고, 로피탈의 정리를 사용하여  바일 차원 공식(Weyl次元公式, 영어: Weyl dimension formula)을 얻을 수 있다.
{\displaystyle \dim V={\frac {\prod _{\alpha \in \Delta ^{+}}(\lambda +\rho ,\alpha )}{\prod _{\alpha \in \Delta ^{+}}(\rho ,\alpha )}}}
여기서
{\displaystyle \rho ={\frac {1}{2}}\sum _{\alpha \in \Delta ^{+}}\alpha }
이다.

### 바일 분모 공식
자명한 1차원 표현의 지표는 항상 1이다. 바일 지표 공식을 자명한 1차원 표현에 대하여 적용하면, 다음과 같은 바일 분모 공식(Weyl分母公式, 영어: Weyl denominator formula)을 얻는다.
{\displaystyle \prod _{\alpha \in \Delta ^{+}({\mathfrak {g}})}2\sinh \left({\frac {1}{2}}\alpha (x)\right)=\sum _{w\in \operatorname {Weyl} ({\mathfrak {g}})}(\det w)\prod _{\alpha \in \Delta ^{+}({\mathfrak {g}})}\exp \left({\frac {1}{2}}w\cdot \alpha (x)\right)}

## 예
가장 간단한 복소수 단순 리 대수인 {\displaystyle {\mathfrak {a}}_{1}={\mathfrak {sl}}(2;\mathbb {C} )}를 생각하자. 카르탕 부분 대수가 1차원이므로, 편의상 복소평면과의 동형을 고를 수 있다. 이 경우, 바일 군은 2차 순환군 {\displaystyle x\mapsto -x}이다. 그 근계는 두 개의 근을 가지며, 그 중 하나만이 양근이다. 긴 근의 길이는 {\displaystyle {\sqrt {2}}}이므로, 기본 무게의 길이는 {\displaystyle 1/{\sqrt {2}}}이다.
{\displaystyle {\mathfrak {sl}}(2;\mathbb {C} )}의 기약 표현들은 차원에 따라서 완전히 분류되며, 모든 양의 정수에 대하여 그 차원의 기약 표현이 존재한다. {\displaystyle n}차원 기약 표현의 최고 무게는 기본 무게의 {\displaystyle (n-1)}배이다. 따라서, {\displaystyle n}차원 표현에 바일 지표 공식을 적용하면 다음과 같다.
{\displaystyle \operatorname {ch} _{n}(x)={\frac {1}{2\sinh(x/{\sqrt {2}}))}}\left(\exp(nx/{\sqrt {2}})-\exp(-nx/{\sqrt {2}})\right)={\frac {\sinh(nx/{\sqrt {2}})}{\sinh(x/{\sqrt {2}}))}}}
이다. {\displaystyle x\to 0} 극한을 취하면, 바일 차원 공식
{\displaystyle \lim _{x\to 0}\operatorname {ch} _{n}(x)=n}
을 얻는다.

## 역사
헤르만 바일이 발견하였다.

## 같이 보기
- 군 표현의 지표